# August 1918
Portal Geschichte | Portal Biografien | Aktuelle Ereignisse | Jahreskalender | Tagesartikel

◄ |
19. Jahrhundert |
20. Jahrhundert
| 21. Jahrhundert

◄ |
1880er |
1890er |
1900er |
1910er
| 1920er | 1930er | 1940er | ►

◄ |
1914 |
1915 |
1916 |
1917 |
1918
| 1919 | 1920 | 1921 | 1922 | ►

◄ |
Mai 1918 |
Juni 1918 |
Juli 1918 |
August 1918 |
September 1918 |
Oktober 1918 |
November 1918 |
►
Dieser Artikel behandelt tagesbezogene Nachrichten und Ereignisse im August 1918.
Im Monat fortlaufend: der Erste Weltkrieg

## Tagesgeschehen

### Donnerstag, 1. August 1918
- Geboren:
  - Artur Brauner, polnischstämmiger Filmproduzent († 2019) Artur Brauner, 1971

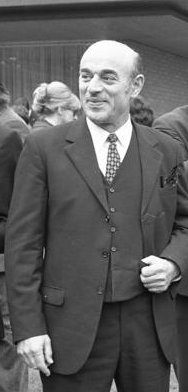
Artur Brauner, 1971

- Heidelberg/Deutsches Reich: Der Asteroid des Hauptgürtels (896) Sphinx wird entdeckt. Der Name leitet sich von der berühmten Figur aus den Mythologien Ägyptens und Griechenlands ab.

### Freitag, 2. August 1918
- Gestorben:
  - Martin Krause, deutscher Konzertpianist, Klavierpädagoge und Musikschriftsteller (* 1853)

### Samstag, 3. August 1918
- Gestorben:
  - Hugo II. Logothetti, österreichisch-ungarischer Diplomat (* 1852)
  - Friedrich Wilhelm Franz Nippold, deutscher protestantischer Theologe und Kirchengeschichtler (* 1838)

### Sonntag, 4. August 1918
- Geboren:
  - Hans Abich, deutscher Filmproduzent und Rundfunkpublizist († 2003)
  - Claus Holm, deutscher Schauspieler († 1996)
- Gestorben:
  - Philipp De Ponti, österreichischer Harmonika- und Harmoniumerzeuger (* 1843)
  - Murad von Sebasteia, armenischer Fedajin (* 1874)

### Montag, 5. August 1918
- Geboren:
  - Tom Drake, US-amerikanischer Schauspieler († 1982)
- Gestorben:
  - Moritz Güdemann, deutsch-österreichischer Rabbiner und Gelehrter (* 1835)
  - Peter Strasser, deutscher Fregattenkapitän und Führer der Luftschiffe im Ersten Weltkrieg (* 1876)

### Dienstag, 6. August 1918
- Geboren:
  - Jacqueline Laurent, französische Schauspielerin († 2009)
- Gestorben:
  - James H. Davidson, US-amerikanischer Politiker (* 1858)
  - Gustav von Hoppenstedt, deutscher General (* 1847)

### Mittwoch, 7. August 1918
- Geboren:
  - Jane Adams, US-amerikanische Schauspielerin († 2014)
- Gestorben:
  - Hans Nowack, österreichischer Maler und Innenarchitekt (* 1866)
  - Hugo Schlemüller, deutscher Cellist, Komponist und Musikschriftsteller (* 1873)

### Donnerstag, 8. August 1918
- Westfront: Die Schlacht von Amiens beginnt; dieser Tag wird als der „schwarze Tag der deutschen Armee“ bezeichnet, da die deutschen Streitkräfte schwere Verluste hinnehmen müssen.
- Geboren:
  - Ruth Glowa-Burkhardt, deutsche Sopranistin († 1971)
- Gestorben:
  - Eusebi Güell, katalanischer Industrieller, Mäzen und Politiker (* 1846)
  - Oskar Poppe, deutscher Chemiker und Generaldirektor (* 1866)

### Freitag, 9. August 1918
- Westfront: Fortsetzung der Schlacht von Amiens mit weiteren Erfolgen der Alliierten gegen die deutschen Truppen.
- Geboren:
  - Robert Aldrich, US-amerikanischer Regisseur († 1983)
- Gestorben:
  - Marianne Cope, deutsche Ordensfrau (* 1838)
  - Viktor von Hochenburger, österreichischer Politiker und Justizminister (* 1857)
  - Grigori Alexandrowitsch Ussijewitsch, russischer Revolutionär (* 1878)

### Samstag, 10. August 1918
- Westfront: Die Schlacht von Amiens geht weiter; die deutschen Linien sind stark geschwächt.
- Geboren:
  - Arnett Cobb, US-amerikanischer Jazz-Saxophonist († 1989)
  - Philipp Rohr, deutscher Fußballspieler und -trainer († 2007)
- Gestorben:
  - Marcel Benoist, französischer Rechtsanwalt (* 1864)
  - Olaus Henrici, deutscher Mathematiker (* 1840)
  - William P. Kellogg, Gouverneur des Bundesstaates Louisiana (1873–1877) (* 1830)
  - Erich Loewenhardt, deutscher Jagdflieger im Ersten Weltkrieg (* 1897)
  - Artur Popławski, polnischer Ingenieur und Schachspieler (* 1857)
  - Fritz Pütter, deutscher Offizier im Ersten Weltkrieg (* 1895)

### Sonntag, 11. August 1918
- Westfront: Der Rückzug der deutschen Truppen bei Amiens setzt sich fort.
- Geboren:
  - Karl Heinz Jacoby, Weihbischof von Trier († 2005)
- Gestorben:
  - Benjamin Franklin Meyers, US-amerikanischer Politiker (* 1833)
  - Hans-Martin Pippart, deutscher Flugzeugkonstrukteur und Jagdpilot im Ersten Weltkrieg (* 1888)

### Montag, 12. August 1918
- Gestorben:
  - Joseph Bill, deutscher Jurist (* 1862)
  - Anna Held, Schauspielerin und Sängerin (* 1872)
  - William Thompson, US-amerikanischer Bogenschütze (* 1848)

### Mittwoch, 14. August 1918
- Gestorben:
  - Edward H. Gillette, US-amerikanischer Politiker (* 1840)
  - Johannes Lohs, deutscher Marineoffizier und U-Boot-Kommandant im Ersten Weltkrieg (* 1886)
  - Anna Morton, US-amerikanische Second Lady (* 1846)
  - Aaron Nichols Skinner, US-amerikanischer Astronom (* 1845)
  - Maria Uhden, deutsche Malerin und Grafikerin (* 1892)

### Donnerstag, 15. August 1918
- Geboren:
  - Anton Freiherr von Aretin, deutscher Politiker († 1981)
  - Raymond Gallois-Montbrun, französischer Violinist und Komponist († 1994)
  - Fay Honey Knopp, US-amerikanische Quäkerin, Abolitionistin, Feministin und Aktivistin († 1995)
  - Ernst Rudolph, deutscher Karambolagespieler († 1986) Ernst Rudolph
- Gestorben:

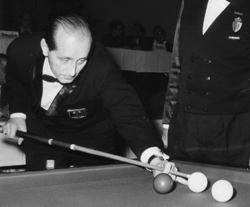
Ernst Rudolph

  - Ernst von Bila, Regimentskommandeur und Träger des Pour le Mérite (* 1868)
  - Jákup Jakobsen, färöischer Linguist (* 1864)
  - Koga Tatsushirō, japanischer Unternehmer (* 1856)
  - Heinrich Köselitz, Musiker, Schriftsteller, Freund Friedrich Nietzsches (* 1854)

### Freitag, 16. August 1918
- Westfront: Weitere alliierte Vorstöße an der Westfront zwingen die deutschen Truppen zum Rückzug in Richtung der Hindenburglinie.
- Geboren:
  - Jan van Beekum, niederländischer Komponist und Dirigent († 2001)
  - Richard Eberle, deutscher bildender Künstler und Kunstpädagoge († 2001)
- Gestorben:
  - John E. Bunker, US-amerikanischer Anwalt und Politiker (* 1866)

### Samstag, 17. August 1918
- Geboren:
  - Evelyn Ankers, britische Schauspielerin († 1985)
- Gestorben:
  - Hugo Andresen, deutscher Romanist und Mediävist (* 1844)
  - Marcello Arlotta, italienischer Luftschiffer und Kapitänleutnant (* 1880)
  - Jacob Harold Gallinger, US-amerikanischer Politiker (* 1837)
  - James M. Ritchie, US-amerikanischer Politiker (* 1829)
  - Bogumil Zepler, deutscher Komponist (* 1858)

### Sonntag, 18. August 1918
- Geboren:
  - Antoine Joubeir, libanesischer Erzbischof († 1994)
- Gestorben:
  - Johann Wilhelm Coaz, Schweizer Forstingenieur und Gebirgstopograf, Erstbesteiger des Piz Bernina (* 1822)
  - Immanuel Heyn, deutscher Geistlicher und Politiker (FVP), MdR (* 1859)
  - Joseph Roger Jourdain, französischer Maler und Illustrator (* 1845)
  - George H. Prouty, US-amerikanischer Politiker (* 1862)
  - Wilhelm Zeidler, deutscher Politiker (DkP), MdR, MdL (Königreich Sachsen) (* 1841)

### Montag, 19. August 1918
- Geboren:
  - Hans Pfohe, Gründer der Lucia Strickwarenfabrik († 2004)
  - Jimmy Rowles, US-amerikanischer Jazzpianist († 1996)
  - Shankar Dayal Sharma, indischer Politiker und Staatspräsident († 1999)
- Gestorben:
  - Gottfried Hagemann, deutscher Verwaltungsbeamter (* 1864)
  - Hugo Haschke, deutscher Kaufmann (* 1865)

### Dienstag, 20. August 1918
- Geboren:
  - Luise Herklotz, deutsche Politikerin († 2009)
- Gestorben:
  - John Daniel Clardy, US-amerikanischer Politiker (* 1828)

### Mittwoch, 21. August 1918
- Westfront: Die Alliierten rücken weiter vor und dringen in die deutsche Verteidigungslinie bei Arras ein.
- Geboren:
  - Jacques Monod, französischer Schauspieler († 1985)
- Gestorben:
  - Samuel B. Cooper, US-amerikanischer Politiker (* 1856)
  - Eugen von Czihak, deutscher Architekt, preußischer Baubeamter und Kunsthistoriker (* 1852)
  - Orville H. Gibson, US-amerikanischer Musikinstrumentenbauer und Unternehmer (Gibson Guitars) (* 1856)
  - August Voigt-Fölger, deutscher Maler und Professor an der Technischen Hochschule zu Hannover (* 1837)

### Donnerstag, 22. August 1918
- Geboren:
  - Martin Pope, US-amerikanischer Chemiker († 2022)
- Gestorben:
  - Korbinian Brodmann, deutscher Neurologe und Psychiater (* 1868)
  - Alfred Cheetham, britischer Seemann und Polarforscher (* 1867)
  - Gustav Christ, badischer Jurist und Heimatgeschichtler (* 1844)
  - Iwan Lutschyzkyj, ukrainischer und russischer Historiker und Hochschullehrer (* 1845)

### Freitag, 23. August 1918
- Geboren:
  - Gustav Kaufmann, Liechtensteiner Sportschütze († 2015)
- Gestorben:
  - Fedor von Jaroszinski-Jarosch, deutscher Schauspieler und Theaterregisseur (* 1835)

### Sonntag, 25. August 1918
- Geboren:
  - Leonard Bernstein, US-amerikanischer Komponist und Dirigent († 1990) Leonard Bernstein, 1971
- Gestorben:

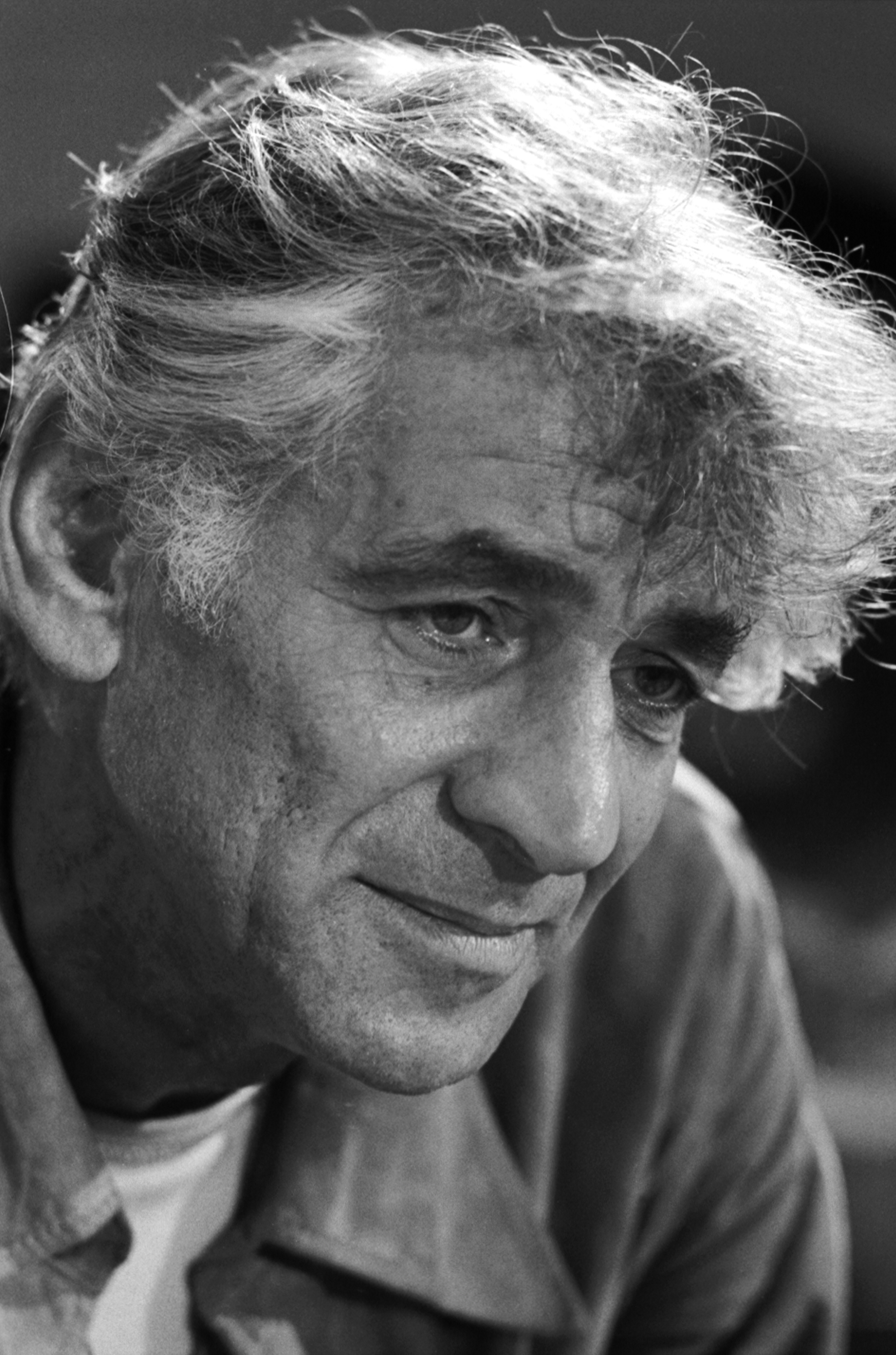
Leonard Bernstein, 1971

  - Carl Ludwig Funck, deutscher Lederhändler und Politiker (DFP), MdR (* 1852)

### Dienstag, 27. August 1918
- Geboren:
  - Anneliese Uhlig, deutsch-amerikanische Schauspielerin († 2017)
- Gestorben:
  - Horace F. Bartine, US-amerikanischer Politiker (* 1848)
  - Hermann Hitzig, Schweizer klassischer Philologe (* 1843)
  - Philipp Wittrock, deutscher Jurist und Parlamentarier (* 1834)

### Mittwoch, 28. August 1918
- Geboren:
  - Alejandro Agustín Lanusse Gelly, argentinischer Militär und Politiker († 1996)
- Gestorben:
  - Erich Cohn, deutscher Schachspieler (* 1884)
  - Ollie Murray James, US-amerikanischer Politiker (* 1871)
  - Trinidad Romero, US-amerikanischer Politiker (* 1835)

### Donnerstag, 29. August 1918
- Geboren:
  - Luise Herklotz, deutsche Politikerin († 2009)
- Gestorben:
  - Max Dauthendey, deutscher Dichter und Maler (* 1867)
  - Cecil Healy, australischer Schwimmer (* 1881)

### Freitag, 30. August 1918
- Moskau: Der bolschewistische Führer Lenin wird bei einem Attentat schwer verletzt.
- Geboren:
  - Katherine Johnson, US-amerikanische Mathematikerin († 2020)
- Gestorben:
  - James Donald Cameron, US-amerikanischer Politiker (* 1833)
  - Moissei Solomonowitsch Urizki, russischer Revolutionär (* 1873)
  - Samuel Wendell Williston, US-amerikanischer Paläontologe, Entomologe und Geologe (* 1851)

### Samstag, 31. August 1918
- Russland: Nach dem Attentat auf Lenin werden massive Repressionen gegen politische Gegner eingeleitet, die sogenannten Roten-Terror-Maßnahmen beginnen.
- Geboren:
  - Bill Homeier, US-amerikanischer Automobilrennfahrer († 2001)
  - Alan Jay Lerner, US-amerikanischer Autor und Liedtexter († 1986)
- Gestorben:
  - André-Louis Cholesky, französischer Mathematiker (* 1875)
  - Francis Cromie, britischer U-Boot-Kommandant im Ersten Weltkrieg und Diplomat (* 1882)